# Melvin M. Metcalfe Sr.
Melvin M. Metcalfe Sr. (* 1. November 1911 in New York; † 11. Mai 1977 in Los Angeles, Kalifornien) war ein US-amerikanischer Tontechniker.

## Leben
Metcalfe begann seine Karriere im Filmgeschäft Anfang der 1950er Jahre. Sein Debüt als Tontechniker hatte er beim Western Silver City Bonanza. Nach einigen weiteren Westernfilmen begann er 1956 für das Fernsehen zu arbeiten. Bis Anfang der 1970er Jahre war er fast ausschließlich für verschiedene Fernsehserien tätig, auch hierbei häufig im Western-Genre, unter anderem bei Am Fuß der blauen Berge, Die Leute von der Shiloh Ranch und Laredo.
In den 1970er Jahren war er für seine Fernseharbeit zwei Mal für einen Primetime Emmy nominiert. Zudem war er an einigen größeren Hollywoodproduktionen beteiligt, darunter Sssnake Kobra und Giganten am Himmel. 1975 erhielt er gemeinsam mit Ronald Pierce den Oscar in der Kategorie Bester Ton für Erdbeben.
Metcalfe war bis kurz vor seinem Tod 1977 noch in seinem Beruf tätig. Er verstarb im Alter von 65 Jahren in Los Angeles.

## Filmografie (Auswahl)

### Fernsehen
- 1956–1961: Alfred Hitchcock Presents
- 1959–1962: Am Fuß der blauen Berge (Laramie)
- 1964–1970: Die Leute von der Shiloh Ranch (The Virginian)
- 1966–1967: Laredo
- 1968–1970: Ihr Auftritt, Al Mundy (It Takes a Thief)
- 1972: Columbo
- 1972: Notruf California (Emergency!)
- 1973: Der Sechs-Millionen-Dollar-Mann (The Six Million Dollar Man)
- 1973: Owen Marshall – Strafverteidiger (Owen Marshall: Counselor at Law)
- 1975: Kojak – Einsatz in Manhattan (Kojak)
- 1977: Delvecchio

### Film
- 1953: Wem die Sonne lacht (The Sun Shines Bright)
- 1956: Der Teufel von Colorado (The Maverick Queen)
- 1956: Die Todesschlucht von Laramie (Dakota Incident)
- 1962: Ein Rucksack voller Ärger (40 Pounds of Trouble)
- 1969: Frank Patch – Deine Stunden sind gezählt (Death of a Gunfighter)
- 1972: Ausgeliefert (You’ll like my Mother)
- 1973: Sssnake Kobra (Sssssss)
- 1974: Giganten am Himmel (Airport 1975)
- 1974: Das Mädchen von Petrovka (The Girl from Petrovka)
- 1974: Der Mitternachtsmann (The Midnight Man)
- 1974: Erdbeben (Earthquake)

## Auszeichnungen
- 1970 und 1973 je eine Nominierung für den Emmy
- 1975: Oscar in der Kategorie Bester Ton für Erdbeben
- 1975: BAFTA Film Award in der Kategorie Bester Ton für Erdbeben